# بلدة ستانتون (ميشيغان)
ستانتون (بالإنجليزية: Stanton Township, Michigan)‏ هي بلدة تقع بولاية ميشيغان في الولايات المتحدة. تبلغ مساحتها 320 (كم²)، وترتفع عن سطح البحر 263 م، بلغ عدد سكانها 1268 نسمة في عام تعداد الولايات المتحدة 2000 حسب إحصاء مكتب تعداد الولايات المتحدة وتصل الكثافة السكانية فيها 4 نسمة/كم2.

## وصلات خارجية
- http://www.stantontownship.com/
- The US50 - Cities and Towns in Michigan State
- Michigan Cities and Towns, Facts, Map, Flag, Colleges, Government, and More